# 35 Pułk Fizylierów (Cesarstwo Niemieckie)
35 Pułk Fizylierów im. Księcia Pruskiego Henryka (1 Brandenburski) (niem. Füsilier-Regiment Prinz Heinrich von Preußen (Nr. 35)) – pułk fizylierów Cesarstwa Niemieckiego.

## Historia
Fryderyk Wielki utworzył go w 1740 (?). Stacjonował w Brandenburgu nad Hawelą . Wiosną 1914 był w strukturze 6 Dywizji Piechoty.
W wyniku mobilizacji, w sierpniu 1914 pułk osiągnął gotowość bojową i w składzie 11 Brygady Piechoty 6 Dywizji został wysłany na front zachodni.

## Schemat organizacyjny
- III Korpus Armii Niemieckiej – Berlin[1] 
  - 6 Dywizja Piechoty (6. Infanterie-Division) – Brandenburg
    - 12 Brygada Piechoty (12. Infanterie-Brigade) – Brandenburg
      - 35 pułk fizylierów im. Księcia Pruskiego Henryka (1 Brandenburski) – Brandenburg

## Bibliografia

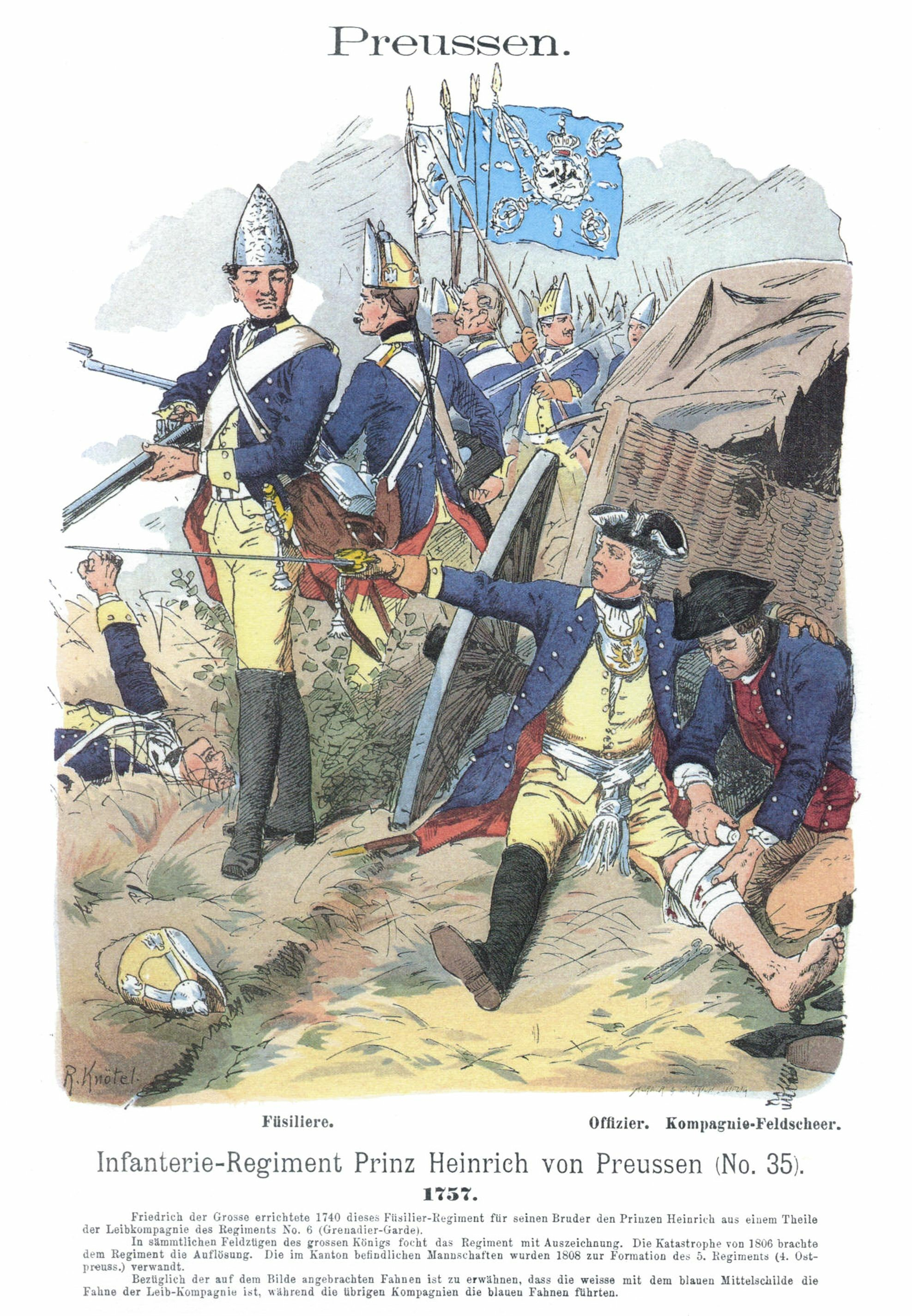
Żołnierze 35 pułku fizylierów, 1757